# Pea Ridge (Arkansas)
Pea Ridge és una població dels Estats Units a l'estat d'Arkansas. Segons el cens del 2000 tenia 2.346 habitants.

## Demografia
Segons el cens del 2000, Pea Ridge tenia 2.346 habitants, 880 habitatges, i 667 famílies. La densitat de població era de 221,5 habitants/km².
Dels 880 habitatges en un 37,3% hi vivien nens de menys de 18 anys, en un 63,3% hi vivien parelles casades, en un 7,8% dones solteres, i en un 24,1% no eren unitats familiars. En el 21,6% dels habitatges hi vivien persones soles el 12% de les quals corresponia a persones de 65 anys o més que vivien soles. El nombre mitjà de persones vivint en cada habitatge era de 2,63 i el nombre mitjà de persones que vivien en cada família era de 3,05.
Per edats la població es repartia de la següent manera: un 26,9% tenia menys de 18 anys, un 6,9% entre 18 i 24, un 29,5% entre 25 i 44, un 21,6% de 45 a 60 i un 15,1% 65 anys o més.
L'edat mediana era de 36 anys. Per cada 100 dones de 18 o més anys hi havia 93,5 homes.
La renda mediana per habitatge era de 37.244 $ i la renda mediana per família de 42.222 $. Els homes tenien una renda mediana de 29.340 $ mentre que les dones 21.298 $. La renda per capita de la població era de 15.149 $. Entorn del 6% de les famílies i el 7,7% de la població estaven per davall del llindar de pobresa.

## Poblacions més properes
El següent diagrama mostra les poblacions més properes.